# Seighford
Seighford es una parroquia civil y un pueblo del distrito de Stafford, en el condado de Staffordshire (Inglaterra).

## Geografía
Según la Oficina Nacional de Estadística británica, Seighford tiene una superficie de 18,71 km².

## Demografía
Según el censo de 2001, Seighford tenía 1750 habitantes (48,51% varones, 51,49% mujeres) y una densidad de población de 93,53 hab/km². El 13,2% eran menores de 16 años, el 74,69% tenían entre 16 y 74, y el 12,11% eran mayores de 74. La media de edad era de 48,43 años. Del total de habitantes con 16 o más años, el 15,87% estaban solteros, el 68,07% casados, y el 16,06% divorciados o viudos.
Según su grupo étnico, el 98,8% de los habitantes eran blancos, el 0,86% mestizos, y el 0,34% asiáticos. La mayor parte (96,57%) eran originarios del Reino Unido. El resto de países europeos englobaban al 1,26% de la población, mientras que el 2,17% había nacido en cualquier otro lugar. El cristianismo era profesado por el 85,79%, el hinduismo por el 0,17%, el islam por el 0,23%, el sijismo por el 0,17%, y cualquier otra religión, salvo el budismo y el judaísmo, por el 0,23%. El 7,48% no eran religiosos y el 5,94% no marcaron ninguna opción en el censo.
Había 783 hogares con residentes y 22 vacíos.